# Zapaljenje ivice kapka oka
Zapaljenje ivice kapka oka ili blefaritis (lat. blepharitis)  je hronični, obostrani zapaljenjski proces koji zahvata ivice kapaka.

## Epidemiologija
Frekvencija
Zapaljenje ivice kapka oka je čest poremećaj kapaka očiju širom sveta. Na osnovu procene nekih autora, 86% svih pacijenata sa suvim očima imaju istovremeno i zapaljenje ivice kapka oka. Takođe više od 25 miliona Amerikanaca pati od zapaljenje ivice kapka oka.
Mortalitet / Morbiditet
Tačna povezanost između zapaljenje ivice kapka oka i mortaliteta nije poznata, ali bolesti sa poznatom smrtnošću, kao što je sistemski eritematozni lupus, mogu imati blefaritis kao deo svoje konstelacije nalaza. Udruženi morbiditet uključuje gubitak vizuelne funkcije, blagostanja i sposobnosti za obavljanje svakodnevnih životnih aktivnosti. Proces bolesti može dovesti do oštećenja kapaka sa trihiozom, entropijom i ektropionom. Oštećenje rožnjače može dovesti do upale, ožiljaka, gubitka gladkosti površine, nepravilnog astigmatizma i gubitka optičke jasnoće. Ako se razvije teško zapaljenja, može doći do perforacije rožnjače.
Rasne razlike
Nijedna poznata studija ne pokazuje rasne razlike u incidenciji zapaljenje ivice kapka oka. Rozacea može biti češća kod plavokosih osoba, iako je ovaj nalaz možda uzrokovan time  što se lakše i češće bolest dijagnostikuje kod ovih osoba.
Polne razlike
Nisu pronađene jasne razlika u incidenciji i kliničkim karakteristikama zapaljenje ivice kapka oka između polova.
Starost
Seborojično zapaljenje ivice kapka oka je češće u starijoj životnoj dobi. Navedena srednja starost bolesnika je 50 godina.

## Etiologija
Najčešċi uzrok је seboreja (sebborheic blepharitis), odnosno poremeċaj funkcije lojnih žlezda, u kome lojne žlezde proizvode više masti nego je potrebno. Seboreja kapaka je obično udružena sa seborejom trepavica, kože čela i glave, i kože u području iza ušiju. Uzrok seboreje mogu biti hormonalni i psihički poremeċaji. Kod ovog vida upale manje je izraženo crvenilo, a više pojačana masnoċa kapaka. 
Drugi uzrok je infekcija lojnih žezda, uzrokovana stafilokokom (S. aureus ili S. epidermididis). Kod ovog tipa kapci su jače crveni. Nekada su oba uzroka povezana. U prvom slučaju govorimo o seboroičnom zapaljenju ivice kapka oka, u drugom o bakterijskom.
Pojava zapaljenje ivice kapka oka je često udružena sa sistemskim bolestima, kao što su:
- rozacea,
- atopijski i seboroični dermatitis
- očne bolesti (suvo oko, halacion, trihijaza, ektropija i entropija, zarazni ili nezarazni konjuktivitis i keratitis).

## Patofiziologija
Patofiziologija zapaljenja ivice kapka oka često počinje bakterijskom kolonizaciju očnih kapaka, koje dovode do direktne mikrobiološke invazije tkiva, oštećenja posredovanih imunološkim sistemom ili oštećenja nastalih proizvodnjom bakterijskih toksina, otpadnih proizvoda i enzima. Kolonizacija ivice kapka povećava se u prisustvu seboreje kože kapka ili disfunkcije meibovih žlezda.

### Klasifikacija
Prema lokalizaciji
Zapaljenje ivice kapka oka se prema lokalizaciji zapaljenja može podeliti na:
Prednji (anteriorni) blefaritis
Kod ovog blefaritisa zapaljenje je uglavnom usredsređeno na kožu, trepavice i veđa. Prednji blefaritis se može javiti u dveo oblika, kao:
- stafilokokni prednji blefaritis
- seboroična varijante blefaritisa

- Zadnji (posteriorni) —  kod koga su promene lokalizovane na otvorima meibomijske žlezde, meibomske žlezde, tarzalne ploče i bleforo-koonjuktivnalnog spoja

Prema etiologiji
Zapaljenje ivice kapka oka se prema uzroku nastanka može podeliti na:
- seboroični – perutanje u obrvama/skalpu,
- stafilokokni (hordeolum) ili bakterijski,
- virusni (herpes simpleks) blefaritis,
- blefariti sa disfunkcijom Meibomovih žlijezda.

Prema toku bolesti
Zapaljenje ivice kapka oka se prema toku bolesti deli na;
- Akutni blefaritis
- Hronični blefaritis.[6]

## Klinička slika
Kliničkom slikom dominiraju sledeći simptomi i znaci bolesti:
- osjećaj peckanja u oku,
- osjećaj stranog tela u oku
- blagu fotofobija.

## Dijagnoza
Inspekcijom kapaka uočavaju se krustaste promene na kapcima. Kod stafilokoknog blefaritisa mogu biti prisutni:
- mali intrafolikularni apscesi,
- sekundarna dermalna i epidermalna ulceracija,
- hiperemije,
- teleangiektazije
- zadebljanje oko baze trepavica u obliku naslaga (koje kad se skinu ostavljaju mali krvareći ulcer).

Osnovni znaci seboroičnog blefaritisa su:
- svetlucavo - voskast izgled kapaka,
- deskvamacija slićna peruti
- meke kruste koje ne ostavljaju ulkus za sobom (pacijent često ima perut i seboroični dermatitis).

Sekundarne promene zahvataju konjunktivu i korneju, a u slučaju disfunkcije Meibomovih žlezda obično se nakuplja penušavi sekret u unutrašnjem kantusu. Sekret se lako istisne, a znaci zapaljenja su retko prisutni.

## Terapija
Medikamentozna terapija
- Pranje kapaka dva puta dnevno mešavinom dečijeg šampona i vode uklanja debris i smanjuje marginalnu inflamaciju kod prednjeg blefaritisa.
- Aplikacija ili obloge rastvora borne kiseline 10-15 minuta, dva puta dnevno omekšava i olakšava skidanje krusta.
- Kod stafilokokne infekcije tobramicin kapi utrljavati u ivicu kapka tokom 7 dana.
- U blagom zadnjem blefaritisu, redovno istiskivanje sebuma uspostavlja kontrolu simptoma. Ako je zadnji blefaritis zahvaćen inflamacijom kornea, indikovana je dugoročna sistemska primena antibiotika pod stalnom kontrolom oftalmologa

U sistemskoj terapiji zadnjeg blefaritisa ka antibiotici izbora proporučuju se:
- tetraciklin (250 mg dva puta dnevno),
- doksiciklin (100 mg dnevno) ili
- eritromicin (250 mg tri puta dnevno).[8][9][10][11]

## Literatura
- Held KS. Blepharitis (2000). Decision Making in Ophthalmology (2nd изд.). стр. 50—51..
- Kanski JJ. Marginal blepharitis. Clinical Ophthalmology. 1984. 1.2-1.4.
- Roy, F. H. (2002). Ocular Differential Diagnosis (7th изд.)..
- Sullivan JH. Lids and lacrimal apparatus (1995). General Ophthalmology (14th изд.). стр. 78—81..
- Weisbecker, C. A.; Fraunfelder, F. T.; Rhee, D. (2000). Physicians' Desk Reference for Ophthalmology (28th изд.)..
- Yanoff, M.; Fine BS. (1996). „Inflammation”. Ocular Pathology (4th изд.). стр. 166—168..
- Tighe, S.; Gao, Y. Y.; Tseng, S. C. (новембар 2013). „Terpinen-4-ol is the Most Active Ingredient of Tea Tree Oil to Kill Demodex Mites”. Transl Vis Sci Technol. 2 (7): 2. PMC 3860352 . PMID 24349880. doi:10.1167/tvst.2.7.2..
- Hart, P. H.; Brand C; Carson CF; Riley TV; Prager RH; Finlay-Jones JJ (новембар 2000). „Terpinen-4-ol, the main component of the essential oil of Melaleuca alternifolia (tea tree oil), suppresses inflammatory mediator production by activated human monocytes”. Inflamm Res. 49 (11): 619—26. PMID 11131302. doi:10.1007/s000110050639..
- Carson, C. F.; Hammer, K. A.; Riley, T. V. (јануар 2006). „Melaleuca alternifolia (Tea Tree) oil: a review of antimicrobial and other medicinal properties”. Clinical Microbiology Reviews. 19 (1): 50—62. PMC 1360273 . PMID 16418522. doi:10.1128/CMR.19.1.50-62.2006..

## Spoljašnje veze
- „Health: Eyelid Inflammation (blepharitis)”. Архивирано из оригинала 06. 10. 2008. г. (језик: енглески)

|  | Molimo Vas, obratite pažnju na važno upozorenje u vezi sa temama iz oblasti medicine (zdravlja). |